# HD 203475
HD 203475，又名CD-2316877，SAO 190285、HR 8172，是一颗恒星，视星等为5.6，位于銀經26.31，銀緯-42.85，其B1900.0坐标为赤經21h 17m 16.6s，赤緯-23° -42.85′ 45″。